# Termas Suranas
Termas Suranas (em latim: Thermae Surianae) eram termas romanas construídas no monte Aventino por Lúcio Licínio Sura, um general amigo do imperador Trajano, segundo Dião Cássio, ou pelo próprio Trajano segundo Aurélio Vítor. Seja como for, seu nome é uma referência à Sura, cuja residência ficava nas imediações). Não há mais menções sobre ela depois do século IV.

## História
O planta das Termas Suranas está parcialmente representada no Plano de Mármore. O complexo foi restaurado por Gordiano III e depois por Cecina Décio Aginácio Albino, prefeito urbano de Roma, em 414, logo depois do saque de Roma por Alarico I em 410, o que indica que ainda estava em uso na época. 
Estas termas provavelmente serviam aos habitantes do Aventino, ao contrário das gigantescas e mais populares Termas de Caracala.
Sua localização exata é desconhecida, mas sabe-se que ficava a oeste da igreja de Santa Prisca, ao lado do Templo de Diana, e que o complexo era alimentado pela Água Márcia, cujo traçado passava pelo local da igreja. No Plano de Mármore estava ainda, ao norte das termas, um templo de identificação incerta, que pode ter sido o Templo de Luna ou o Templo de Vertumno, ambos da época republicana.